# A. J. Pero
Anthony Jude Pero, mais conhecido como A. J. Pero (Staten Island, 14 de outubro de 1959 - 20 de Março de 2015) foi um baterista estadunidense. Foi membro da banda de heavy metal norte-americana Twisted Sister e do supergrupo conterrâneo Adrenaline Mob.

## Estudos
Ele estudou em St. Peter's Boys High School, em Staten Island, mas deixou a faculdade. Depois ele foi para a New Dorp High School.

## Carreira
Pero se juntou à banda em 1982, depois que ele deixou a Cities, uma banda local de Nova York. Após a sua saída do Twisted Sister, em 1986, ele voltou para o Cities. Em 1997 ele participou da reunião da banda e desde então ele voltou a tocar com a banda.
Em 2007, Pero formou a banda Circle of Thorns com o fundador da Cities, o ex-guitarrista Steve Mironovich também conhecido como Steve Irons.
No dia 3 de dezembro de 2013, A. J. Pero foi anunciado como o novo baterista da super banda Adrenaline Mob, substituindo Mike Portnoy que gravou o primeiro álbum com o grupo.

## Morte
Anthony Jude Pero morreu em 20 de março de 2015, aos 55 anos de um aparente ataque cardíaco durante uma turnê com o Adrenaline Mob, um grupo com o qual ele tocava entre compromissos com o Twisted Sister.
Segundo Jay Jay French, guitarrista do Twisted Sister, Pero dormia em um ônibus de turnê da banda Adrenaline Mob quando, na manhã de sexta-feira, 20, os membros da banda tentaram  acordá-lo, sem sucesso. Então chamaram uma ambulância que o levou para um hospital em Poughkeepsie, Nova York. Pero foi declarado morto pouco depois das 11 da manhã.
"Seu impulso era o coração e a alma do som da banda, o motor que nos movia. Perdemos um amigo e uma lenda", disse French.

Dee Snider, vocalista do Twisted Sister, chamou Pero de "a peça final de uma banda que se tornaria uma sensação internacional e um dos maiores atos de rock ao vivo a subir no palco."